# Cape King
Cape King är en udde i Antarktis. Den ligger i Östantarktis. Nya Zeeland gör anspråk på området.